# Eddie Fechter
Pour les articles homonymes, voir Fechter.
 (février 2017).
Eddie Fechter (16 février 1916 - 31 mars 1979)
De son vrai nom John Edwin était un magicien de bar travaillant au "Forks Hotel" près de Buffalo
En 1969Il accueillit aux États-Unis la première convention du Close up plus connue sous le nom de "Fetcher's Finger Flinging Frolics".
En 1943 Eddie rentra dans l'armée ou il passa le plus clair de son service cantonné à Fort Meade dans le Maryland
travaillant dans les bureaux des services spéciaux il fit des démonstrations de magie, de paris, ou manipulation de dés.
Après la fin de son service il ouvrira le "Fechter's Magic Bar" à Orchid Park New York, mais sera forcé de le fermer seulement quelques mois après son ouverture, plus tard il travaillera en tant que barman pour le V.F.W à buffalo, puis à force d'économies il ouvrira un bar en 1952 puis rachètera le Forks Hotel en 1958.

## Sources
- Magician Nitely: The Magic of Eddie Fechter. 1st Ed
- un autre du même auteur en 1993 The magic of Eddie Fetcher
- il était réputé pour ses tours ,
- il a donné son nom à un contest de magie ,
- il reste crédité comme auteur de tour de cartes ,
- il existe un documentaire amateur
- un film amateur d'archive .
- one of the top card men in the US